# Alfredo Zolezzi
Alfredo Zolezzi-Garretón (12 de diciembre de 1958) es un diseñador industrial e inventor chileno, dedicado a la ciencia aplicada y creador del Modelo de Objetivos Integrados, que busca vincular innovación social y tecnológica con nuevos modelos de negocios para abordar problemáticas sociales y medioambientales. Este cruce es lo que Zolezzi ha llamado Innovación con Sentido.
Zolezzi es Fundador y Director de Innovación de AIC Technologies LLC (AIC), una iniciativa privada dedicada al desarrollo de nuevas tecnologías que aporten soluciones de impacto técnico y económico a múltiples industrias. También es presidente de la Fundación Alfredo Zolezzi (AZF), una organización sin fines de lucro dedicada a promover y facilitar proyectos que conectan ciencia y tecnología con pobreza, descontento social, cambio climático, sustentabilidad corporativa y otros. Actualmente, los laboratorios de AIC y las oficinas de AZF se encuentran en Concón, Chile.

## Inicios
Zolezzi nació el 12 de diciembre de 1958, en Santiago de Chile. Su familia se estableció en la ciudad de Viña del Mar. Cursó la básica y media en el colegio Mackay. Más tarde, ingresa en la Pontificia Universidad Católica de Valparaíso (Chile) donde se gradúa como Diseñador Industrial.
El 2003, lideró el desarrollo de la tecnología de Estimulación Acústica de Hidrocarburos (RMS), que a través del sonido y el ultrasonido aumenta la eficiencia de extracción y recuperación de petróleo. Los conceptos iniciales fueron probados con la participación y el apoyo del Departamento de Energía de los Estados Unidos (US-DOE-CRADA).
Después de diversas experiencias, Zolezzi decide seguir su propio camino y, en el año 2010, funda el Advanced Innovation Center (hoy AIC Technologies). Además, concibe y crea un modelo de innovación propio - Modelo de Objetivos Integrados -, que canalizó a través de esta empresa, viabilizando el desarrollo de nuevas tecnologías enfocadas en el alto impacto para abordar algunos de los mayores desafíos que enfrenta la humanidad en la actualidad.
El año 2011, siguiendo su Modelo y junto al equipo de AIC, creó el Plasma Water Sanitation System (PWSS), una tecnología que elimina virus y bacterias en agua contaminada a través de plasma no térmico.
Actualmente, en AIC lidera un equipo de expertos en física, química, plasma, electromagnetismo y diseño industrial, trabajando en una gama de proyectos basados en tecnología avanzada y nuevos modelos de negocio, que buscan resolver los problemas que hoy afectan la sostenibilidad de las grandes corporaciones, y a su vez, abordando las necesidades de las personas más vulnerables.

## Plasma Water Sanitation System (PWSS)
Alfredo Zolezzi inventa y patenta la tecnología Plasma Water Sanitation System (PWSS), un sistema de tratamiento de agua capaz de eliminar virus y bacterias, a través de la transformación transitoria de un flujo continuo de agua contaminada en plasma no térmico. Mediante una abrupta caída de presión al interior de una cámara de reacción, el agua tratada se transforma en una corriente bifásica líquido-gaseosa. Luego, este flujo se somete a un campo eléctrico capaz de ionizar las partículas de agua, generando un estado de plasma estable; el que finalmente, al salir de la cámara de reacción, se recombina y condensa para obtener agua apta para el consumo, en un proceso que dura milisegundos.
La efectividad de este proceso fue validado por el Comparative Molecular Immuno-Physiopathology Lab de la Universidad de Montpellier, cuyos midieron la eliminación completa de E. coli y Vibrio cholerae.
La primera aplicación de la tecnología es el PWSS Camp Unit, una solución distribuida comunitaria especialmente diseñada para su emplazamiento en zonas rurales y periurbanas, donde no es factible la instalación de redes de agua potable – debido a su alto costo y tiempo –. El piloto inicial de la tecnología se instaló en el Campamento San José en Santiago de Chile, en el año 2011. Posteriormente en diciembre de 2014 se inició una segunda instalación piloto de Camp Units en 5 localidades vulnerables de Chile, en el marco de una alianza estratégica pública – privada, en colaboración con el Gobierno de Chile y Fundación Avina.
Actualmente la primera aplicación del PWSS es un producto industrial. Los últimos años, Alfredo junto a su equipo se han dedicado a optimizar la tecnología a partir de las experiencias en los pilotos en aspectos como la reducción del tamaño de la unidad de campo, la eficiencia energética y la suma de tratamientos complementarios para preacondicionar el agua, tales como carbón activado y ósmosis inversa, asegurando también, la calidad del agua.

## Visión y Modelos
Además de desarrollar tecnologías, Zolezzi defiende del principio de innovación disruptiva, como una vía para abordar los grandes desafíos humanitarios, a través de nuevos modelos de negocio. Es así como crea y desarrolla el MOI - Modelo de los Objetivos Integrados®, un conjunto de metodologías que permiten hacer Innovación con Sentido, conectando ciencia avanzada y tecnología con problemática social.
Este modelo busca la integración de objetivos, problemas, capacidades y voluntades de actores multisectoriales, articulados de forma tal que, al cumplir sus metas individuales, el impacto colectivo queda radicado en las personas más vulnerables. Reconociendo el valor y el legítimo derecho de que cada participante trabaje por su propio objetivo, el modelo propone metodologías de colaboración efectiva para generar impacto multidimensional y acumulativo.
El planteamiento es que la demostración de impacto permite activar demanda para la escalabilidad de las soluciones. El MOI considera a la base de la pirámide como un mercado atractivo que necesita soluciones urgentes. Para ello, se crean soluciones tecnológicas de base social especialmente diseñados resolver los problemas de personas que viven en situación de pobreza o para aumentar la eficacia de los programas de ayuda humanitaria.